# Mèo lông ngắn Hoa Kỳ
Mèo lông ngắn Hoa Kỳ (tiếng Anh: American Shorthair, còn được gọi với cái tên viết tắt ASH) là một giống mèo nhà được cho là hậu duệ của những con mèo châu Âu được mang đến Bắc Mỹ bởi những người đến định cư sớm tại đây với mục đích bảo vệ hàng hóa có giá trị khỏi sự phá hoại chuột nhắt và chuột. Theo Hiệp hội Yêu thích Mèo, vào năm 2012, nó là giống mèo được nuôi phổ biến đứng ở vị trí thứ bảy tại Hoa Kỳ.

## Tính cách
Mèo lông ngắn Hoa Kỳ là những chú mèo thông minh quan tâm đến môi trường xung quanh. Chúng sẽ rình chim, động vật khác và bất kỳ hoạt động bên ngoài nào từ vị trí cửa sổ ở trên cao. Những con mèo này bình tĩnh, nhưng cũng có tính cách vui tươi, và một số thích ngồi trên đùi. Chúng hòa thuận với trẻ em, vì vậy chúng rất thích hợp để đóng vai trò là một vật nuôi gia đình. Mặc dù chúng là một giống mèo có khả năng hòa nhập, chúng vẫn có tính cách độc lập. Những con mèo này tiếp tục sử dụng kỹ năng săn bắt của chúng để bắt côn trùng hoặc sâu bệnh xâm nhập vào nhà. Mèo lông ngắn Hoa Kỳ có bản năng chơi/săn mồi rất mạnh, chính vì thế chúng nên được tiếp cận với đồ chơi như một phần quan trọng trong sự phát triển về khả năng này.